# Mumin Gala
Mumin Booqora Gala (arab. مؤمن جالا; ur. 6 września 1986 w Dżibuti) – dżibutyjski lekkoatleta specjalizujący się w biegach długodystansowych. Zawodnik klubu Leicester Coritanian.
W 2011 zajął 7. miejsce w biegu na 5000 metrów podczas igrzysk afrykańskich w Maputo. Srebrny medalista igrzysk panarabskich z Ad-Dauhy na dwa razy dłuższym dystansie. W 2012 zajął 13. miejsce w biegu na 5000 metrów podczas igrzysk olimpijskich w Londynie. Na początku 2013 zdobył srebro mistrzostw panarabskich w Dosze na dystansie 10 000 metrów.
Medalista juniorskich mistrzostw Wielkiej Brytanii.

## Osiągnięcia
| Rok  | Impreza                 | Miejsce        | Konkurencja           | Lokata      | Wynik    |
| ---- | ----------------------- | -------------- | --------------------- | ----------- | -------- |
| 2011 | Mistrzostwa świata      | Daegu          | bieg na 5000 metrów   | eliminacje  | 13:48,19 |
| 2011 | Igrzyska afrykańskie    | Maputo         | bieg na 5000 metrów   | 7. miejsce  | 13:45,28 |
| 2011 | Igrzyska panarabskie    | Doha           | bieg na 5000 metrów   | 5. miejsce  | 13:50,43 |
| 2011 | Igrzyska panarabskie    | Doha           | bieg na 10 000 metrów | 2. miejsce  | 28:43,32 |
| 2012 | Igrzyska olimpijskie    | Londyn         | bieg na 5000 metrów   | 13. miejsce | 13:50,26 |
| 2013 | Mistrzostwa panarabskie | Doha           | bieg na 10 000 metrów | 2. miejsce  | 29:54,20 |
| 2014 | Mistrzostwa Afryki      | Marrakesz      | bieg na 5000 metrów   | 10. miejsce | 14:02,16 |
| 2016 | Igrzyska olimpijskie    | Rio de Janeiro | maraton               | 12. miejsce | 12:13:04 |

## Rekordy życiowe
- Bieg na 5000 metrów – 13:17,77 (2011) rekord Dżibuti.
- Bieg na 10 000 metrów – 28:23,46 (2012)
- Bieg na 10 kilometrów – 27:51 (2014)
- Maraton – 2:13:04 (2016)